# Блунк
Блунк (њем. Blunk) општина је у њемачкој савезној држави Шлезвиг-Холштајн. Једно је од 95 општинских средишта округа Зегеберг. Према процјени из 2010. у општини је живјело 600 становника. Посједује регионалну шифру (AGS) 1060010.

## Географски и демографски подаци
Блунк се налази у савезној држави Шлезвиг-Холштајн у округу Зегеберг. Општина се налази на надморској висини од 48 метара. Површина општине износи 10,7 km².

## Становништво
У самом мјесту је, према процјени из 2010. године, живјело 600 становника. Просјечна густина становништва износи 56 становника/km².